# Битва при Махадаонде
В битве при Махадаонде (11 августа 1812 года) имперская французская кавалерийская дивизия во главе с Анн Франсуа Трельяром атаковала две кавалерийские бригады под командованием Бенджамина д’Урбана, являвшиеся авангардом армии Артура Уэлсли, графа Веллингтона. Первая бригада Трельяра разгромила португальских всадников д’Урбана и захватила три британских пушки. Кавалерия Королевского Германского легиона (КГЛ) во главе с Эберхардтом Отто Георгом фон Боком попыталась остановить французских всадников, но, в конце концов, была вынуждена отойти, когда Трельяр отправил в бой свою вторую и третью бригады. Имперская французская кавалерия была не в состоянии справиться с пехотным батальоном КГЛ, защищавшим деревню, и при приближении новых подразделений британской кавалерии и пехоты они отступили. Это сражение Пиренейской войны велось возле города Махадаонда, который находится на расстоянии в 16 километров (9,9 миль) к северо-западу от Мадрида.

## Битва
После великой победы 1-го герцога Веллингтона в битве при Саламанке англо-португальская армия двинулась с северо-запада на Мадрид. 11 августа 1-й, 11-й и 12-й драгунские эскадроны португальской бригады д’Урбана сформировали авангард Веллингтона. Позади них была бригада Бока под командованием полковника де Жонкьера, состоящая из 1-го и 2-го драгунского эскадрона КГЛ. Далее в колонне полковник Колин Халкетт возглавлял 1-й и 2-й батальоны лёгкой пехоты КГЛ, а также 7 рот батальона Чёрных брауншвейгцев.
Солдаты Д’Урбана были застигнуты врасплох дивизией Трельяра, в которую входили 13-й, 18-й, 19-й и 22-й драгунские эскадроны, а также вестфальские шеволежеры и итальянские драгуны. Португальские всадники были разгромлены, и три пушки были потеряны. Разочарованный Д’Урбан писал о своих солдатах:
В Саламанке они следовали за мной в ряды врага не хуже британских драгунов; вчера же они были так далеки от выполнения своего долга, что при первой атаке разве что сопроводили меня до позиций врага. Во второй атаке, которую я немедленно предпринял (после того, как мне удалось их собрать), я не смог их заставить даже подойти ближе чем на двадцать метров к врагу — они бросили меня и исчезли при виде французских шлемов, словно листья на осеннем ветру.
Вскоре подошли тяжёлые драгуны Бока, и португальские всадники сплотились позади них. С помощью 1-го батальона лёгкой пехоты КГЛ объединённым англо-португальским силам удалось остановить продвижение французов. Трельяр отступил, узнав о подходе новых подкреплений союзников. На следующее утро союзники вошли в Махадаонду и обнаружили захваченные пушки.

## Итог
В общей сложности 2300 англо-португальских солдат было задействовано против примерно 2000 французов. Трельяр потерял около 200 человек, а союзники 176 человек. Бок потерял 14 убитых, 40 раненых и 7 пленных. Д’Урбан сообщил о 33 убитых, 52 раненых и 23 пленных. В пехоте КГЛ было ранено 7 человек. Сообщение Трельяра о битве привело к поспешному уходу на следующий день короля Жозефа Бонапарта из Мадрида. Следующим сражением была осада Бургоса.
Британо-португальский авангард сильно пострадал в Махадаонде. Менее чем за час они потеряли 200 человек убитыми и ранеными и 3 орудия, а один из двух командиров бригады (полковник де Жонкьер) и два из их пяти командиров полков (Висконд де Барбасена и полковник Лобо) стали пленниками. Французы бросили 3 орудия после того, как сожгли лафеты. Французские потери были, вероятно, вдвое меньше: один офицер был убит и 15 ранены, включая полковника Де Резе.
Драгуны КГЛ действовали отважно, а вот португальцы в глазах армии совершенно опозорились. Их действия в Махадаонде полностью лишило их тех лавров, которые они заслужили в Саламанке. Маршал Бересфорд, командующий португальской армией, посчитал, что португальские драгуны должны быть наказаны, и предложил Веллингтону следующее: «Я бы приказал им не садиться на коней и не носить меч до тех пор, пока они не смогут, приблизившись к врагу, искупить свой позор… до тех пор, повесив мечи на сёдла, они должны вести своих лошадей, сами идя пешком. У португальцев очень развито чувство гордости, и это единственный способ иметь с ними дело».
Веллингтон, однако, думал иначе: «Что касается отправки кавалерии в тыл, в настоящее время это невозможно. У нас ещё много дел, и мы хуже обеспечены кавалерией, чем наши противники; и войско, которым командует такой человек, как Д’Урбан, даже если оно не сражается, лучше, чем ничего. Фактически, они вели себя позорно, и их нельзя использовать снова в одиночку или с нашей кавалерией, которая скачет слишком быстро для них».